# Concurso Internacional de Fuegos Artificiales de San Fermín
El Concurso Internacional de Fuegos Artificiales de San Fermín es una competición internacional pirotécnica celebrada cada año en Pamplona durante las Fiestas de San Fermín desde el año 2000. Es el concurso con más noches de fuegos artificiales del país (9 noches, del 6 al 14 de julio, a las 23:15 horas).

## Organización

Planta de la Ciudadela de Pamplona, donde puede verse la localización del Baluarte Real desde donde se lanzan los fuegos artificiales.

El Ayuntamiento de Pamplona es el responsable de la organización de este evento.

## Fecha
Cada noche a las 23:00 horas, desde el 6 al 14 de julio, hora y días en los que decenas de miles de personas acuden a contemplar las grandes colecciones de fuegos artificiales.

## Lugar
El lanzamiento de los fuegos artificiales se lleva a cabo desde el Parque de la Vuelta del Castillo (Ciudadela) de Pamplona, que permanece cerrada al público durante esos días.

## Premio
El ganador es galardonado con un premio en metálico de 5.800 euros y el Trofeo Meteoro. Además, al segundo y tercero se obsequian con 2.500 y 1.200 euros respectivamente.
También se realiza una "Mención especial" dotada con un premio de 1.000 euros.

## Palmarés
El palmarés de este certamen es el siguiente:
- 2019. Pirotecnia Vulcano (Madrid)[16]
- 2018 FDS Diseño de espectáculos pirotécnicos (Valencia)[17]
- 2017. Vicente Caballer (Godella-Valencia)[18][19]
- 2016. "Campeón de campeones"- Pirotecnia Vulcano (Madrid)[12]
- 2015. Xaraiva. Albarellos – Monterrey (Orense)
- 2014. Xaraiva. Albarellos – Monterrey (Orense)
- 2013. Pirotecnia Tomás ( Benicarló-Castellón)
- 2012. Pirotecnia Zaragozana (Garrapinillos-Zaragoza)
- 2011. Pirotecnia Vulcano (Madrid)
- 2010. Pirotecnia Vulcano (Madrid)
- 2009. Pirofantasía Carlos Caballer (Bétera-Valencia)
- 2008. Parente fireworks (Melara – Italia)
- 2007. Pirotecnia Valenciana (Valencia-Valencia)
- 2006. Vicente Caballer (Godella-Valencia)
- 2005. Vicente Caballer (Godella-Valencia)
- 2004. Ricardo Caballer (Godella-Valencia)
- 2003. Vicente Caballer (Godella-Valencia)
- 2002. Vicente Caballer (Godella-Valencia)
- 2001. Pirotecnia Pablo (Cangas del Narcea-Asturias)
- 2000. Pirotecnia Zaragozana (Zaragoza)

## Novedades 2017
- Este pasado año 2017 se ha incorporado una nueva forma de premiar el castillo ganador; Desde 2017, en vez de premiar a la empresa encargada del castillo se premia al diseñador del espectáculo, en este caso, Vicente Caballer.